# Château fort de Guise
Le château fort de Guise est attesté dès le Xe siècle, transformé au XVIe siècle en forteresse bastionnée, puis remanié par Vauban, dont les ruines se dressent sur la commune de Guise dans le département de l'Aisne en région Hauts-de-France.
Le château fut le théâtre de 1 000 années d'histoire militaire. Il témoigne de toute l'évolution de l'architecture militaire au cours de ce millénaire. Après l'avoir sauvé de la destruction, le club du Vieux Manoir en assure, depuis 1952, la restauration via des chantiers de jeunes, l'animation et l'ouverture au public.
Au titre des monuments historiques ; le donjon fait l’objet d’un classement par arrêté du 22 juillet 1924 ; le château fort de Guise en totalité, comprenant l'enceinte fortifiée et son glacis (bastions de la Charbonnière, du Moineau, de la Haute ville et de l'Alouette, demi-lune de terre et de secours) , les portes (porte Ducale et porte de Paris), le corps de garde, les premiers niveaux du Palais du Gouverneur, du logement des prisonniers et de l'Arsenal, ainsi que les soubassements de l'ancienne église collégiale Saint-Gervais et Saint-Protais, et l'ensemble des sous-sols et des sols archéologiques font l’objet d’un classement par arrêté du 31 juillet 2008.

## Localisation
Les vestiges du château de Guise sont situés en Thiérache dans le département français de l'Aisne sur la commune de Guise, sur un éperon rocheux dominant la vallée de l'Oise.

## Historique
Une famille de Guise, vassale des comtes de Vermandois, est citée dès 945.
La tradition veut que le donjon ait été construit entre 951 et 1056 et la présence du château est attestée à la fin du Xe siècle.
Le château passe, au XIIe siècle, par mariage à la famille d'Avesnes.
En 1177, assiégé par les comtes de Flandre et de Hainaut, le château est pris et ses fortifications subissent de grands dommages. La paix est signée en 1185, Guise devient forteresse royale, Philippe Auguste le fait reconstruire et, en 1186, il nomme Guy de Tupigny gouverneur du château.
En 1223 et 1224, le donjon est soit construit soit restauré ainsi que les tours et les murailles sont relevées.
En 1340, Jean de Hainaut, soutien des Anglais, met le siège devant Guise avant de se retirer. Le château sert de refuge aux populations qui fuient les fréquentes chevauchées anglaises de la guerre de Cent Ans. En 1360, Guise passe à la famille d'Anjou.
En 1424, les survivants de la résistance aux Anglais dont Jean Poton de Xaintrailles et Lahire, compagnons de Jeanne d'Arc, se réfugient à Guise. En 1425, Jean de Luxembourg s'empare de la place, devient seigneur de Guise et de 1431 à 1440 des travaux de restauration et de reconstruction sont entrepris et financés en partie par la rançon de Jeanne d'Arc versée par les Anglais à Jean de Luxembourg.
De 1457 à 1463, les travaux entrepris par Charles d'Anjou dès 1443 se poursuivent sous la direction de Quenin Aguechiel « maistre des ouvrages du comte de Guise ».
Le comté de Guise devient la possession de Claude de Lorraine en 1510 ; puis en 1536 les troupes de Charles Quint, sous les ordres du prince de Nassau, occupent la forteresse après sa reddition mais les Français la reprennent la même année. 
À partir de janvier 1538, Jean de Renaud, dit Saint Remy, commissaire aux fortifications de François Ier, va, en partage avec l'ingénieur italien Bellarmato, transformer le château en l'une des citadelles les plus modernes avec l'une des premières applications en France du système bastionné. Les deux premiers bastions de la nouvelle enceinte seront ceux de l'Alouette et de la Charbonnière. Jean de Renaud y installera aussi une impressionnante galerie de contremines toujours visible.
Le duc de Guise, François de Lorraine, sauve les armées françaises du roi Henri II en 1557 avant la signature du traité du Cateau-Cambrésis. Il est assassiné à Orléans en 1563 par un jeune protestant, Poltrot de Méré. Les guerres de Religion font rage en France, les « Guise » sont de fervents opposants à la Réforme. Henri IV assiège Guise en 1594 et le duc Charles se soumet à l'autorité royale.
En 1635, le château, proche de la frontière avec les Pays-Bas qui appartiennent aux Espagnols est assiégé. En 1641, il est confisqué à Henri II de Lorraine et en 1650 lors de la Fronde. Guise reste fidèle au jeune roi Louis XIV, ce qui lui vaut un nouveau siège espagnol avec l'appui du parti des Princes. Le château devient forteresse royale sur laquelle Vauban ordonne des travaux menés par l'ingénieur militaire Rivière.
En 1689 une dame (Du Fay) de La Taillée, protestante d'Échiré (Deux-Sèvres) y  fut emprisonnée pour cause de religion avant d'être expulsée de France en 1697.
En 1767 le donjon est restitué à Louis-Joseph de Bourbon, prince de Condé.
La Première Guerre mondiale va causer d'importantes destructions : en 1914, l'Oise et la forteresse de Guise bloquent les offensives allemandes pendant quelque temps et de féroces combats ont lieu entre les Allemands et les Français commandés par le général Lanrezac. Quand en 1918 les Français reprennent la ville, leur artillerie pilonne le château et le détruit considérablement : il ne reste que le donjon et l'enceinte.
En 1923, le ministère de la Guerre décide de vendre le château qui est transformé en carrière et même en décharge publique. Il en résulte de nombreuses dégradations avec des éboulements et des infiltrations. Puis, en 1931, la commune de Guise planifie un début de destruction du château. Les habitants de la rue sous les remparts sont même évacués à cause des menaces d'effondrement en 1953. Un arrêt ministériel attribue alors une subvention pour des travaux de rénovation et un premier musée historique est inauguré dans une partie rénovée en 1956.
Un rempart de 150 mètres de long, jugé dangereux, est démoli en 1957, et le château est cédé à la ville de Guise le 6 août 1965 par Mme Sonnet et ses enfants[réf. nécessaire].
André Malraux remet le premier prix du concours « Chefs-d'œuvre en péril » à Maurice Duton et au club du Vieux Manoir qui s'occupe de la réhabilitation du site en 1963 et en 1968 est signée une convention entre le Club du Vieux Manoir et la municipalité de Guise pour la pérennisation de la restauration du site.
Le château fort de Guise est aujourd'hui propriété de la ville de Guise qui l'a confié au club du Vieux Manoir, qui en assure la restauration, l'entretien, l'ouverture au public ainsi que l'animation.
Le 17 juillet 2011, le château fort a organisé une visite guidée et commentée en LSF. Sourds et malentendants ont pu visiter l'ensemble du site. L’histoire du château de Guise devenant accessible le temps d'un après-midi de découverte.

## Description

### La collégiale Saint-Gervais-Saint-Protais
Une chapelle contemporaine du donjon en est à l'origine. Un chapitre de chanoines s'y installe dès 1052. Plusieurs fois rebâtie et agrandie, elle pouvait accueillir au XVIe siècle plus de 300 personnes et était entourée d'un cimetière et du cloître des chanoines. Détruite au début du XIXe siècle, elle fut mise au jour lors d'une campagne de fouilles de sauvetage par le club du Vieux Manoir, qui en a restitué le plan au sol.

### Le château féodal
Encore bien visible aujourd'hui, il occupait la même surface qu'aujourd'hui entouré par de hautes courtines reliées par des tours circulaires dont trois possèdent encore des vestiges.
La basse-cour.
Dominée par la collégiale elle était pourvue d'une grange très vaste mais aussi de nombreuses constructions de pierre souvent réutilisées comme caves des bâtiments du XVIe siècle.
La haute cour.
Dominée par le donjon d'une hauteur actuelle de 24 mètres et d'une circonférence de 55 mètres avec des murs en grès des Ardennes de 5,75 mètres d'épaisseur. Le donjon est composé de trois étages. La salle basse, aveugle au Moyen Âge, servait de grenier. Les deux étages supérieurs, lieux de vie et de défense comportent chacun une cheminée et de nombreuses embrasures de tir et étaient couverts de voûtes sur croisées d'ogives dont l'une est toujours en place. Au XVIe siècle, le donjon fut couvert par un toit en poivrière de 22,50 mètres de hauteur. Dès le XIIe siècle un palais ou hôtel seigneurial, au pied du donjon, vient compléter ses espaces de vie.

### Les portes
Froissart dénombre trois pont-levis en « tournoiement ». L'emplacement de deux d'entre eux est conservé, l'un à chaîne, l'autre à contrepoids.

### La forteresse duXVIesiècle

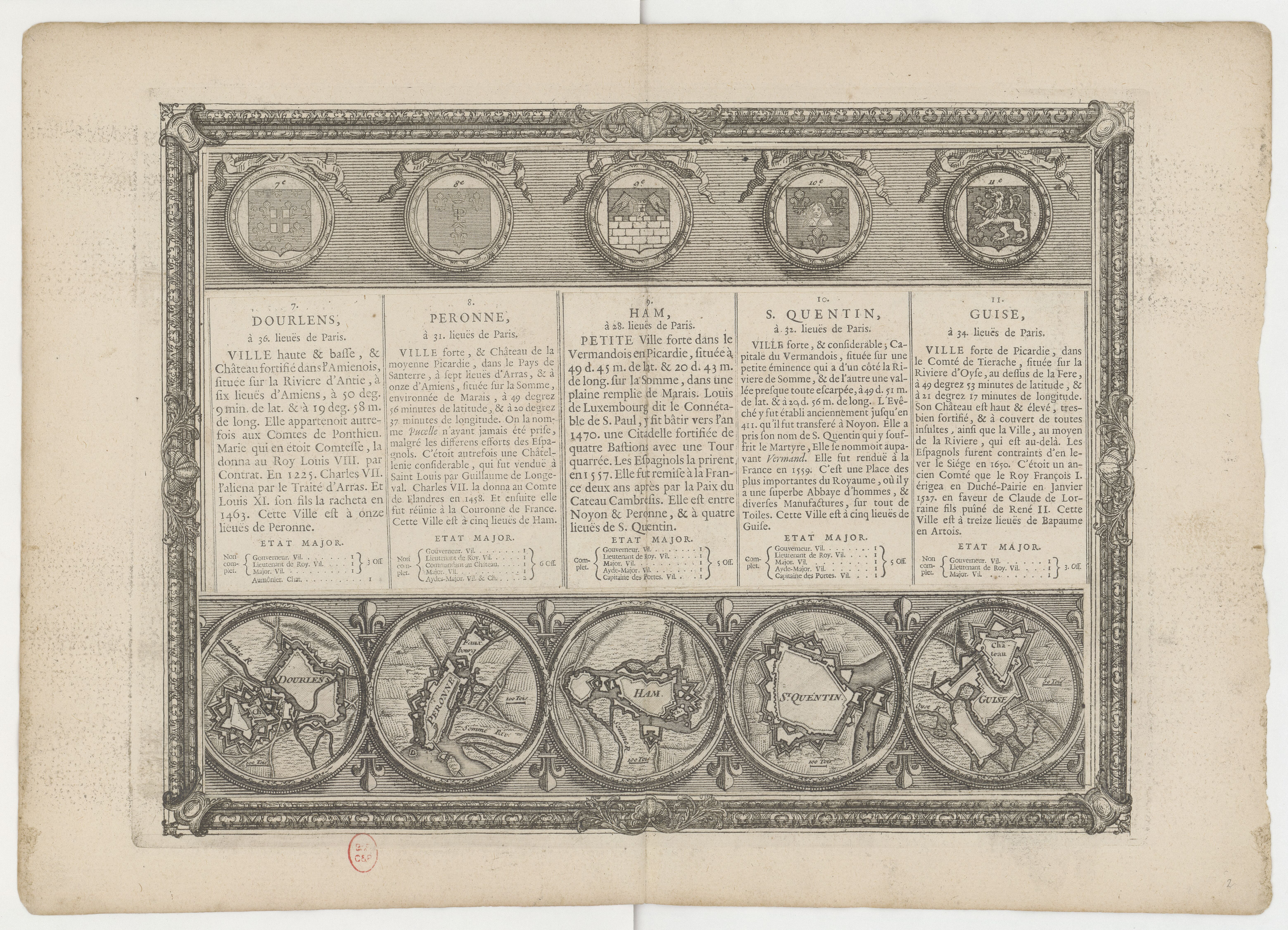
Guise dans lAtlas topographique de Pierre Lemau de La Jaisse en 1749.

Elle entoure le château du Moyen Âge en y greffant, à l'emplacement d'anciennes tours féodales, des bastions à orillons pour flanquer les remparts.
Le bastion de l'alouette
Partie avancée des fortifications flanquant les remparts ouest et sud, il assurait la défense des portes d'entrée et de secours. Il est pourvu de deux casemates de 12 × 7 mètres. Ses remparts ne font pas moins de 48,50 mètres de haut et certains murs atteignent plusieurs dizaines de mètres d'épaisseur. Le bastion est pourvu d'une galerie d'écoute et de contre-mine ménagée tout au pied des courtines, dans l'épaisseur même de la maçonnerie.
Le bastion de la Charbonnière
Construit en 1540, de même style que le précédent, nous ne lui connaissons pour l'instant qu'une seule casemate d'une capacité d'accueil de 40 hommes. Il servait à la protection du rempart sud et de la porte de secours. 
Le bastion de la Haute Ville
Bastion ouvert, construit à l'initiative de Claude de Lorraine, il protège l'entrée de la forteresse. Il dispose d'une galerie d'escarpe à double coffre, de 110 mètres de long.
L'entrée des carrosses
Monumentale, elle s'appuie sur les maçonneries du Moyen Âge et dessert l'ensemble des espaces de la forteresse.
L'arsenal
Il s'agissait d'un grand bâtiment d'une hauteur de huit étages (dont cinq sous combles) fortement endommagé pendant la Première Guerre mondiale. Il servait d'arsenal en temps de paix ou de caserne pendant les guerres. Son ancien rez-de-chaussée, transformé en cellier, est composé de deux salles voûtées de 52,70 mètres de long sur 10,70 mètres de large. Les dimensions considérables de ce bâtiment donnent à elles seules la mesure de l'ampleur de la forteresse et de l'importance des garnisons qu'elle pouvait accueillir.
Les souterrains
En partie antérieurs au XVIe siècle, ils sont voûtés de briques et chaque bastion est pourvu de souterrains d'escarpe assurant la contre-mine. Une grande partie d'entre eux est encore remblayée.

### Le fort
Vauban ne fait qu'affiner, par de petites rectifications ou de simples restaurations, la forteresse XVIe dont l'importance stratégique commence à décliner mais qu'il juge en 1673 « exceptionnelle ». Cependant, c'est par d'importants mouvements de terre, notamment aux dehors de la forteresse, que Vauban laissera sa marque à Guise.